# Disuguaglianza di Young
In matematica, la disuguaglianza di Young afferma che se {\displaystyle a} e {\displaystyle b} sono numeri reali positivi e {\displaystyle p,q>1} tali che {\displaystyle {\frac {1}{p}}+{\frac {1}{q}}=1}, allora
{\displaystyle ab\leq {\frac {a^{p}}{p}}+{\frac {b^{q}}{q}}.}
L'uguaglianza vale solo se {\displaystyle a^{p}=b^{q}}, dal momento che {\displaystyle ab=a(b^{q})^{1 \over q}=aa^{p \over q}=a^{p}={a^{p} \over p}+{b^{q} \over q}}.
La disuguaglianza di Young è un caso particolare della versione pesata della disuguaglianza tra media aritmetica e media geometrica. Essa viene utilizzata nella dimostrazione della disuguaglianza di Hölder.

## Dimostrazione
Sappiamo che la funzione {\displaystyle f(x)=e^{x}} è convessa, dal momento che la sua derivata seconda è positiva per ogni valore di x. Pertanto, possiamo scrivere:
{\displaystyle ab=e^{\ln(a)}e^{\ln(b)}=e^{{1 \over p}\ln(a^{p})+{1 \over q}\ln(b^{q})}\leq {1 \over p}e^{\ln(a^{p})}+{1 \over q}e^{\ln(b^{q})}={a^{p} \over p}+{b^{q} \over q}}.
Dove è stata usata la disuguaglianza di convessità, ossia il fatto che una funzione f è convessa se e solo se per ogni t compreso tra 0 ed 1 (estremi inclusi),
{\displaystyle f(tx+(1-t)y)\leq tf(x)+(1-t)f(y).}

## Dimostrazione alternativa
Sia {\displaystyle f(a)={\frac {a^{p}}{p}}} una funzione convessa ({\displaystyle a>0,\ p>1}). La sua trasformata di Legendre è, per definizione,
{\displaystyle f^{\star }(b)={\underset {a}{\max }}\left(ba-{\frac {a^{p}}{p}}\right).}
Fissato {\displaystyle b}, studiamo la derivata prima rispetto a {\displaystyle a} della funzione {\displaystyle F(a,b)=ba-{\frac {a^{p}}{p}}}: 
{\displaystyle {\frac {\mathrm {d} F(a,b)}{\mathrm {d} a}}=b-a^{p-1}=0\iff a=b^{\frac {1}{p-1}}.}
Essendo la funzione concava (la sua derivata seconda è uguale a quella di {\displaystyle -f(a)}, che è una funzione concava, visto che {\displaystyle f(a)} è convessa), per {\displaystyle a=b^{\frac {1}{p-1}}} la funzione {\displaystyle F(a,b)} ha un massimo. Dunque:
{\displaystyle f^{\star }(b)=b^{\frac {p}{p-1}}\left(1-{\frac {1}{p}}\right)={\frac {b^{q}}{q}},\quad q={\frac {p}{p-1}}.}
Dal momento che {\displaystyle q={\frac {p}{p-1}}=1+{\frac {1}{p-1}}>1,\ \forall p>1} e che la trasformata di Legendre di una funzione convessa è anch'essa una funzione convessa ({\displaystyle \implies b>0}), risulta che le condizioni poste affinché valga la disuguaglianza di Young sono equivalenti al fatto che {\displaystyle {\frac {b^{q}}{q}}} sia la trasformata di Legendre di {\displaystyle {\frac {a^{p}}{p}}}. La dimostrazione della disuguaglianza diventa immediata; infatti, dalla definizione di trasformata di Legendre e di massimo di una funzione:
{\displaystyle ba-{\frac {a^{p}}{p}}\leq {\underset {a}{\max }}\left(ba-{\frac {a^{p}}{p}}\right)={\frac {b^{q}}{q}}\implies ab\leq {\frac {a^{p}}{p}}+{\frac {b^{q}}{q}}.}
Il procedimento utilizzato è del tutto generale, e non dipende dalla scelta di {\displaystyle f}, purché sia una funzione convessa. È immediato dimostrare che, in generale,
{\displaystyle px\leq f(x)+f^{\star }(p).}